# Riosucio (Chocó)
Riosucio è un comune della Colombia facente parte del dipartimento di Chocó.
Il centro abitato venne fondato da Silverio Quejada, Tiberino Baldrich, Isidro Viera e Domingo Bailon nel 1524.